# I’m the Man (Joe-Jackson-Lied)

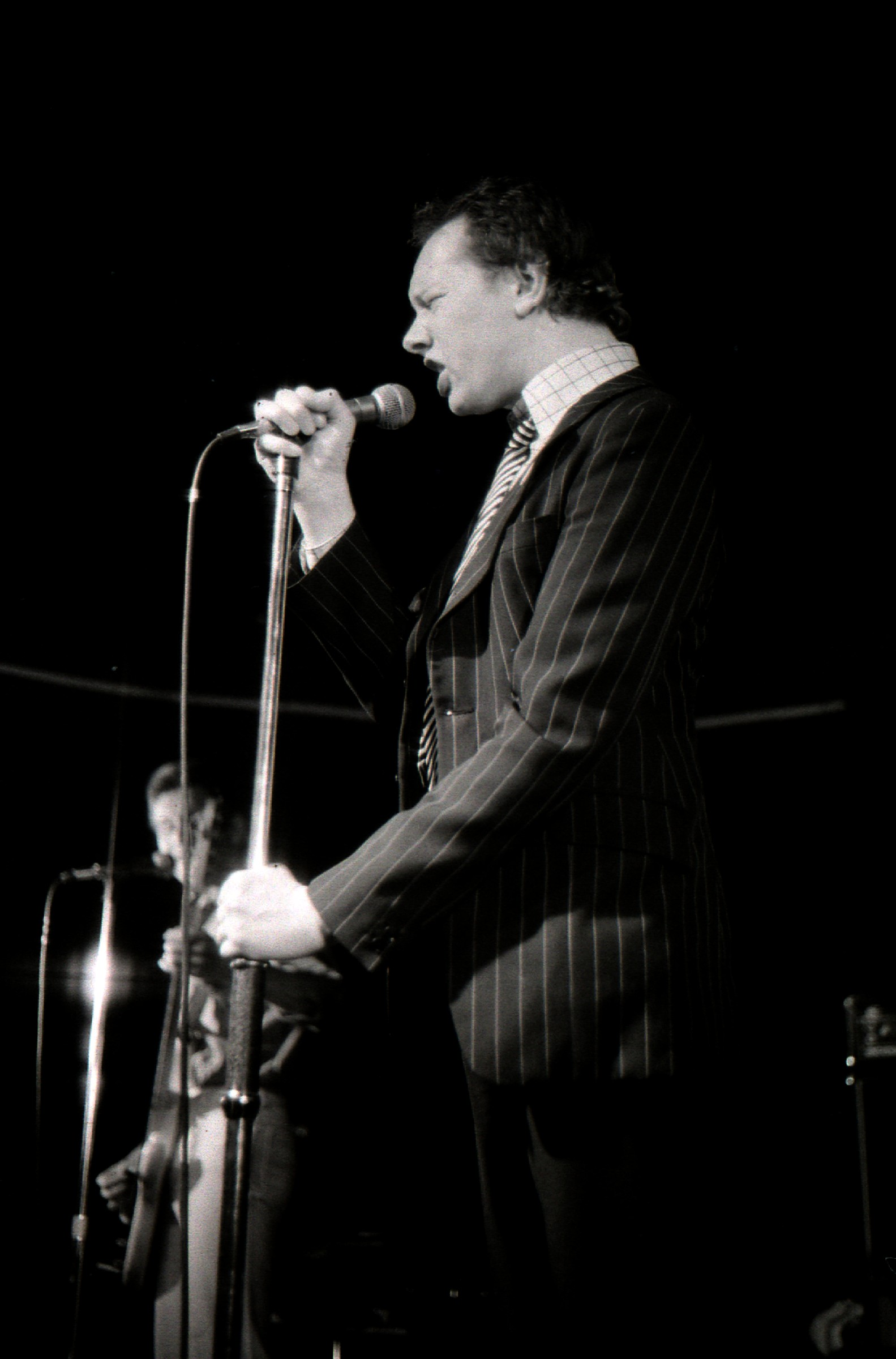
Joe Jackson (1979)

I’m the Man ist ein von Joe Jackson geschriebenes Lied, das auf dem gleichnamigen Album erschienen ist. Es ist ein New-Wave-Rock-Song mit humorvollem Text.
Es wurde als erste Single des Albums veröffentlicht und erreichte weder in Großbritannien noch in den USA die Charts, aber Platz 23 in Kanada. Der Song wurde von der Kritik positiv aufgenommen und erschien auf mehreren Jackson-Compilation-Alben.

## Hintergrund
I’m the Man basiert auf dem, was Jackson sarkastisch als „Spiv-Rock“ bezeichnete; einen „Spiv“ ist ein Slang-Ausdruck für einen Schwarzmarkt-Schieber, der „immer eine krass gepunktete Krawatte und einen bleistiftdünnen Schnurrbart trägt und versucht, dir eine Uhr oder Ähnliches billig anzudrehen“. AllMusic-Kritiker Tom Maginnis schrieb, dass Jackson in dem Song „die Rolle des mediengewandten Betrügers spielt, der bereit ist, jede neueste Modeerscheinung für einen Dollar zu fördern, wie der zwielichtige Straßenverkäufer von Schmuckstücken, den er auf dem Titelbild [des Albums] darstellt“. Mike DeGagne von AllMusic schreibt: „Der Song zeigt nicht nur Jacksons Können, sondern auch seinen Sinn für Humor, der in die Fußstapfen der Single Is She Really Going Out with Him? vom Album Look Sharp! tritt.“
I’m the Man ist ein rasanter Rocker, den Tom Maginnis als „ein [straffes] Knäuel von nervösem New-Wave-Pop, das mit halsbrecherischer Geschwindigkeit geradeaus purzelt“ beschreibt. Er sagte auch, dass der Song „genau in die Fußstapfen von 'Got the Time' und 'Throw It Away' von Look Sharp! tritt“. DeGagne schreibt, „das hektische 'I’m the Man' zeigt Jackson von seiner wildesten Seite, wenn sich die Texte eines Güterzuges neben einem wunderbar hysterischen Rhythmus ineinander stapeln“.

## Veröffentlichung
Auf Drängen Jacksons wurde I’m the Man 1979 als Leadsingle des gleichnamigen Albums veröffentlicht. Der Song erreichte zwar Platz 23 in Kanada, hatte aber in anderen Ländern keinen großen Erfolg, was Jackson frustrierte. Der Nachfolger It’s Different for Girls war erfolgreicher und wurde ein Top-10-Hit für Jackson in Großbritannien; Jackson drückte später seine Verwunderung über den kommerziellen Misserfolg von I’m the Man im Vergleich zu seinem Nachfolger aus: Ich wählte I’m The Man und es floppte. Die Plattenfirma wählte 'It's Different For Girls' – ich war erstaunt, als das ein Hit wurde.
Das Lied ist auf mehreren Kompilationsalben erschienen, darunter Stepping Out: The Very Best of Joe Jackson und This Is It! (The A&M Years 1979-1989). In Live-Form erschien er auf dem Album Live 1980/86. Eine weitere Live-Version wurde auf der Bonus-CD mit Jacksons Album Volume 4 aus dem Jahr 2003 veröffentlicht.

## Rezeption
Record World sagte, dass „Jackson ein Rock'n'Roll-Feuerwerk ist...und in Kombination mit einem halsbrecherischen Rhythmus funktioniert es mit maximaler Wirkung...“ 2003 nannte ein Autor von Billboard den Song einen „alten Favoriten“ Paste nannte den Track „ansteckend“.